# 肯尼亚—越南关系
肯尼亚－越南關係，是指非洲国家肯尼亚共和国與東南亞國家越南社會主義共和國之間的雙邊關係。兩國均為不結盟運動、77國集團成員國。

## 政治交流
在冷战期间，肯尼亚仅与越南共和国有邦交，直到1975年南越覆亡。而肯尼亚與越南社会主义共和国则于1995年12月21日建立邦交，此后两国关系友好发展。肯尼亚和越南亦尋求加强双边的關係。曾任越南工業和貿易部副部長黎陽光（Lê Dương Quang）亦表示，越南將與肯尼亚密切合作，尋求发展更深層次的貿易和外交關係。
2019年，時任越南總理阮春福在河內爲來訪的肯尼亚外交部內閣大臣莫妮卡·朱馬舉辦了招待會。莫妮卡·朱馬也在河內會見了越南副總理范平明。双方同意在經濟、文化、教育和信息技術等領域加強合作，并建立两国外交部之間的政治協商機制。

## 貿易關係
越南正在尋求改善與肯亞的貿易關係。2010年至2011年第一季度，兩國之間的貿易额有所增加。2011年，越南向肯尼亚出口了價值8200萬肯尼亚先令的商品（100萬美元）。2012年，越南對肯亞的出口額躍升至65.6億肯尼亚先令（8000萬美元）。
越南出口到肯尼亚的主要商品包括：大米、電腦、電子零件和塑料製品。肯尼亚也被認爲是越南商品進入東非市場的入口。

## 交通
肯尼亚航空公司於2015年3月30日起成爲非洲首家提供直飛越南航班的航空公司。

## 外交機構
目前两国尚未在对方首都互设大使馆，肯尼亚对越南的相關事務由駐泰國大使館兼辖。越南駐坦桑尼亞大使館则兼轄越南在肯尼亚的相關事務，

## 外部鏈接
- 肯雅駐泰國大使館 （页面存档备份，存于）
- 越南駐坦桑尼亞大使館 （页面存档备份，存于）
- 越南驻坦桑尼亚大使馆 （页面存档备份，存于）的脸书专页